# Juan Bautista Arriaza
Juan Bautista Arriaza y Superviela (Madrid, 27 de febrero de 1770-ibídem, 22 de enero de 1837) fue un poeta español del neoclasicismo y del prerromanticismo. En su juventud fue oficial de marina y partidario toda su vida del absolutismo de Fernando VII. Es conocido sobre todo por sus poemas patrióticos de la Guerra de la Independencia Española y por su poema extenso erótico-festivo sobre la danza Terpsícore o las gracias del baile.

## Biografía
Hijo tercero de Antonio de Arriaza y Orejón, coronel y primer teniente del Regimiento de Reales Guardias de Infantería Española, y Teresa Superviela y Leytiri, de origen italo-francés y azafata del príncipe de Asturias, Juan Bautista Arriaza fue bautizado el mismo día de su nacimiento en la parroquia de San Sebastián de Madrid. Cursó sus estudios primarios en el Colegio de las Escuelas Pías de San Fernando del madrileño barrio de Lavapiés, un lugar donde se ofrecía una sólida instrucción. En 1781, ingresó en el Real Seminario de Nobles para seguir estudios de educación secundaria en una institución que tenía aún presente el magisterio de Jorge Juan. Al año siguiente marcha al Colegio de Artillería de Segovia donde se despierta una vocación encaminada a la Armada Real y marcha para ingresar en la Compañía de Guardamarinas de Cartagena en 1787 alcanzando el grado de alférez de fragata en 1790. Sirve en la guerra contra Francia entre 1793 y 1795, año en que se firma la paz de Basilea. Debido a su actuación en el sitio de Tolón y en Rosas, fue ascendido en el transcurso de estas hostilidades a alférez de navío en 1794.
En 1796, publica «La compasión», un himno fúnebre para las exequias del duque de Alba y al año siguiente sale a la luz en París su primer libro de versos titulado Primicias. Por esta época edita su poema «A las Bellas Artes». 
En febrero de 1798, Arriaza solicita la licencia para pasar a la situación de retiro alegando que una enfermedad le causó una miopía incurable, siéndole concedido. Y, habiendo tenido que dejar la carrera militar, emprende otra diplomática. Sus halagos al valido Manuel Godoy rinden fruto y en 1803 se encuentra en Londres en calidad de agregado a la embajada española, pero la batalla de Trafalgar acabó con las buenas relaciones entre ambos países y el 22 de enero de 1805 abandona Inglaterra y, después de unas semanas en Holanda, marchó a París  (entre marzo de 1805 y marzo de 1806). En noviembre de ese mismo año escribe una obra sobre este combate titulada «La tempestad y la guerra». En 1807 publica una traducción en verso del Arte poética de Nicolás Boileau.
Hasta el levantamiento del 2 de mayo de 1808 Arriaza se había caracterizado por una poesía ligera, amorosa y de estilo Rococó, pero con el comienzo de la Guerra de la Independencia comienza a escribir entre ese año y 1810 poesía patriótica, típica de aquellas circunstancias bélicas, como su «Profecía del Pirineo», que inspiró a Francisco de Goya su cuadro El coloso (1808-1814), o «Recuerdos del Dos de Mayo». Su poesía patriótica fue muy divulgada y se transmitió oralmente entre la resistencia española.
Tras el apoyo de Inglaterra a España y el consiguiente restablecimiento de las relaciones entre los dos países, Arriaza vuelve a Londres en 1810 para desempeñar de nuevo sus tareas diplomáticas. Poco después de su llegada reúne en un volumen sus Poesías patrióticas. Al siguiente año publica en edición bilingüe un escrito titulado «Observaciones sobre el sistema de guerra de los aliados en la Península Española» que granjeó para la colonia española numerosos apoyos. Manda también editar en Palma de Mallorca sus Ensayos poéticos.
Con la restauración absolutista fernandina, Arriaza conoció el reconocimiento oficial por su apoyo a la causa patriótica y obtuvo una Cruz de la Orden de Carlos III (8 de julio de 1814) y el cargo de académico de la Real Academia Española (24 de noviembre). Se casó en 1816 con Paula Arriaza y Mosterín (1797-1865), hija de su hermano mayor Francisco, nacido en Barcelona, y de Manuela Mosterín y Rufín, natural de El Ferrol, de la que tuvo cinco hijos: José (1820-1830), Matilde (1824), Felicia (1825-1865), Luis (1828) y Juan Bautista (1830). Cuando era oficial segundo de la primera Secretaría, presentó su dimisión el 2 de febrero de 1818 y le premiaron con el puesto de mayordomo de semana del Rey el 15 de abril de 1818. Durante el Trienio Liberal (1820-1823) recibió una pingüe subvención de treinta mil reales para imprimir un periódico absolutista, El Realista Español, bajo pseudónimo, según Juan Pérez de Guzmán y Gallo.
También fue elegido, en 1824, miembro de la Real Academia de Bellas Artes de San Fernando y académico honorario de la de San Carlos en Valencia y de la de Buenas Letras de Sevilla.

## Obras
En sus idilios, anacreónticas y epigramas sigue los moldes ya ensayados por poetas neoclásicos anteriores de su siglo. Destacan sus sonetos, compuestos con gran facilidad y desenvoltura, de temática amorosa y con resabios de Garcilaso de la Vega y Lope de Vega como en "Perdí mi corazón. ¿Le habéis hallado?", "Crecido con las lluvias de repente..." o "Quédate adiós, ¡oh cristalina fuente!". Otros son de tema histórico: A la batalla de Salamanca, Sentimientos de la España a tiempo de la partida de su legítimo rey en 1808 etéctera. La elegía El dos de mayo en 1808 empieza con un pausado romance heroico:
Silencio y soledad, fuentes ocultas / de la meditación; ¡con qué recuerdos / volvéis a contristar en estos días / de un fiel patriota el noble pensamiento!
Después prosigue con cuartetas endecasílabas agudas aptas para la declamación y el canto. Lo más recordado de Arriaza son los poemas extensos, especialmente los de tema didáctico-moral. Emilia, poema descritivo y moral tiene la finalidad de "estimular la afición a las Bellas Artes en una señora de distinción, que gustaba de emplear su caudal en objetos de magnificencia y gusto, proporcionando enseñanza a los niños huérfanos y pobres, de los que se proponía sacar artistas propios de la buena escuela de nuestros antiguos  maestros en escultura, pintura y arquitectura". Junto a este poema destacan Las artes, Gusto y beneficencia y Terpsícore y las gracias del baile.
Por otra parte, Arriaza es autor de otros poemas "de imaginación" entre los que se destaca el muy innovador e interesante La cavilación solitaria, donde expone en medio de un maravilloso locus amoenus lunar una filosofía pesimista y misantrópica.

## Ediciones
- Primicias, 1796
- Arte poética, 1807 (traducción de L'Art poétique (1674) de Nicolás Boileau)
- Poesías patrióticas, 1810
- Ensayos poéticos, Palma de Mallorca, Miguel Domingo, 1811
- Poesías líricas de D. Juan Bautista Arriaza, Madrid, Imprenta Real, 1829, 2 vols.
- [“Poemas”] en Leopoldo Augusto de Cueto, marqués de Valmar (ed.), Poetas líricos del siglo XVIII, t. 3, Madrid, Atlas, 1953 (Biblioteca de Autores españoles, vol. 67)
- Terpsícore o las gracias del baile, edición moderna en Las gracias del baile, Madrid, Héroe, 1936.